# Улица Красная Гора (Торжок)
Улица Кра́сная Гора́ — улица в историческом центре Торжка. Проходит на северо-восток, поднимаясь по склону от Тверецкой набережной до Ильинской площади и улицы Степана Разина. Сохраняет историческую застройку XVIII—XIX вв.

## История
Фактически современная улица объединяет две исторических улицы: спуск к реке и бывший бульвар, проходивший поверху. Спуск к Тверце исторически именовался вначале Задней улицей (на плане 1800-х гг.), затем Ильинской горой или Ильинским съездом (в источниках с 1880-х гг. до Октябрьской революции). Последние названия связаны с церковью Ильи Пророка, расположенной наверху спуска. Улица, проходившая вдоль бровки холма от Ильинской церкви до Путевого дворца, представляла собой благоустроенный бульвар, место прогулки горожан, существовавший не позднее 1840-х гг. Она называлась Бульварной улицей или просто Бульваром.
В марте 1919 года улицы Ильинская Гора и Бульварная объединены под названием Красная Гора, название дано по идеологическим соображениям.

## Примечательные здания и сооружения
По нечётной стороне
- № 5 — жилой дом, 2-я пол. XIX вв., выявленный объект культурного наследия.
- № 9 — Ильинская церковь, 1820—1822 гг., объект культурного наследия федерального значения.

По чётной стороне
- № 10 — жилой дом, нaч. XIX вв., объект культурного наследия федерального значения.
- № 12 — жилой дом, нaч.-сер. XIX вв., объект культурного наследия регионального значения.
- № 14 — жилой дом, нaч.-сер. XIX вв., объект культурного наследия регионального значения.
- № 16 — жилой дом, нaч.-сер. XIX вв., объект культурного наследия регионального значения.
- № 18-20 — усадьба (жилой дом и флигель), нaч.-сер. XIX вв., объект культурного наследия регионального значения.
- № 22 — жилой дом, нaч.-сер. XIX вв., объект культурного наследия регионального значения.
- № 24 — городская усадьба (жилой дом, хозяйственный флигель и ограда), нaч.-сер. XIX вв., объект культурного наследия регионального значения.
- № 26 — жилой дом, 1-я пол. XIX вв., выявленный объект культурного наследия.
- № 28/2 (угол с улицей Степана Разина) — жилой дом, нaч.-сер. XIX вв., объект культурного наследия регионального значения.